# Nicolás Storace Arrosa
Nicolás Storace Arrosa (Montevideo, 5 de noviembre de 1910- Ib., 31 de marzo de 2004) fue un político uruguayo, perteneciente al Partido Nacional. Apodado «Chiche».

## Familia
Casado con Imelda Montes, tuvo nueve hijos: Nicolás, Juan Luis, Guillermo, Pedro, Pablo, Rafael, María del Carmen, Germán y Miguel.
Su hermana Esther estuvo casada con el también abogado y político Washington Beltrán Mullin.

## Carrera
Graduado como abogado y posteriormente como escribano en la Universidad de la República. Militó en el Partido Nacional desde su juventud. 

### Ministerio del Interior
En 1961 fue designado Ministro del Interior por el primer Consejo Nacional de Gobierno (con mayoría blanca), ocupando el cargo hasta 1963. La designación para el Ministerio del Interior se repitió en el segundo colegiado blanco, entre 1965 y 1967. Durante esa época le tocó hacer frente a huelgas en los frigoríficos.
En las elecciones de 1966 fue candidato a la Vicepresidencia de la República por su partido, acompañando a Alberto Héber Usher. La fórmula fue derrotada, incluso dentro del Partido Nacional, por la que encabezaba Martín R. Echegoyen.

### Corte Electoral
En 1977, al producirse la intervención de la Corte Electoral decretada por la dictadura militar, fue designado Presidente del Directorio interventor de tres miembros que fue nombrado para la misma. En tal carácter, tuvo a su cargo la realización del plebiscito constitucional de 1980, de las elecciones internas de los partidos políticos de 1982 y de las elecciones nacionales de 1984. En todas estas instancias, la limpieza de los comicios fue reconocida por todos los participantes en ellos. Se mantuvo como Presidente interventor de la Corte Electoral hasta la designación de sus nuevos titulares por el Parlamento democrático en 1985.
Falleció en 2004; se le dio sepelio en el Cementerio Central de Montevideo con honores de Ministro de Estado.